# Mon voisin le Bob
Mon voisin le Bob (France) ou Visage à deux Bob (Québec) (The Bob Next Door) est le 22e épisode de la saison 21 de la série télévisée Les Simpson.

## Synopsis
Afin de lutter contre la crise financière, le maire Quimby décide, entre autres, de réduire les dépenses de la ville en libérant les criminels représentant un faible danger pour la population. Les mesures prises par la municipalité, contraignent plusieurs habitants de Springfield à déménager. Une maison voisine de celle de la famille Simpson se libère et son nouveau propriétaire, Walt Warren, est un homme aimable et charmant qui sait se faire apprécier. Mais dès leur première rencontre, Bart est frappé par sa voix qui est identique à celle de son ennemi mortel, Tahiti Bob.
Convaincu d'être en présence d'un imposteur, Bart essaie vainement de fournir à son entourage des preuves qui lui permettraient d'accréditer ses soupçons.
Pour le rassurer, Marge l'emmène au pénitencier de Springfield afin de lui prouver que Tahiti Bob s'y trouve bel et bien. Un peu plus confiant, Bart décide de se rapprocher de son voisin. Mais lors d'une prétendue virée à un match de baseball en sa compagnie, Walt révèle au jeune garçon que ses soupçons étaient fondés. En vérité Tahiti Bob avait assommé Walt Warren et échangé leurs visages. Le vrai Walt Warren se présente aux Simpsons après son évasion et les prévient du danger sur Bart. Walt Warren et la famille Simpson partent à la rescousse de Bart. Pendant la confrontation entre la famille Simpson et Tahiti Bob, qui tient en respect Walt Warren et Bart, le chef Wiggum arrive avec ses hommes et celui-ci explique qu'il a démasquer Tahiti Bob grâce à une analyse ADN et traquer son véhicule par GPS. Alors, Bob tente de fuir mais se fait attraper par la police qui le met hors d'état de nuire. Walt Warren est déclaré non coupable et il est remis en liberté. À la fin, les nouveaux voisins sont Ted Flanders, le cousin de Ned, avec ses deux filles Bonnie et Connie, les cousines de Todd et Rod.